# Cussac-Fort-Médoc
Cussac-Fort-Médoc település Franciaországban, Gironde megyében. Lakosainak száma 2326 fő (2022. január 1.). Cussac-Fort-Médoc Saint-Julien-Beychevelle, Lamarque, Blaye, Listrac-Médoc, Saint-Genès-de-Blaye és Saint-Laurent-Médoc községekkel határos.

## Népesség
A település népességének változása:
| Lakosok száma | 792  | 1101 | 1318 | 1692 | 2106 | 2133 | 2240 | 2330 | 2363 | 2326 |
|               | 1968 | 1982 | 1990 | 2006 | 2013 | 2015 | 2017 | 2019 | 2020 | 2022 |